# Covington (Georgia)
Covington is een plaats in de Amerikaanse staat Georgia, en valt bestuurlijk gezien onder Newton County.

## Demografie
Bij de volkstelling in 2000 werd het aantal inwoners vastgesteld op 11.547.
In 2006 is het aantal inwoners door het United States Census Bureau geschat op 14.272, een stijging van 2725 (23.6%).

## Geografie
Volgens het United States Census Bureau beslaat de plaats een oppervlakte van
35,9 km², waarvan 35,6 km² land en 0,3 km² water. Covington ligt op ongeveer 208 m boven zeeniveau.

## Plaatsen in de nabije omgeving
De onderstaande figuur toont nabijgelegen plaatsen in een straal van 16 km rond Covington.

## Geboren
- George Adams (1940-1992), jazzmuzikant
- Karin Slaughter (6 januari 1971), schrijfster